# Лакарево
Лака̀рево е присъединено селище към село Гумощник.

## История
От 8 септември 2012 г. село Лакарево е присъединено към Гумощник.

## Население
| Лакарево                                     | Лакарево | Лакарево | Лакарево | Лакарево | Лакарево | Лакарево | Лакарево | Лакарево | Лакарево | Лакарево | Лакарево | Лакарево | Лакарево |
| -------------------------------------------- | -------- | -------- | -------- | -------- | -------- | -------- | -------- | -------- | -------- | -------- | -------- | -------- | -------- |
| година                                       | 1934     | 1946     | 1956     | 1965     | 1975     | 1985     | 1992     | 2001     | 2011     | 2012     |          |          |          |
| население                                    | 176      | 162      | 154      | 90       | 50       | 35       | 32       | 17       | 6        | 5        |          |          |          |
| Източници: Национален статистически институт |          |          |          |          |          |          |          |          |          |          |          |          |          |